# Orchis sezikiana
Orchis sezikiana är en orkidéart som beskrevs av Brigitte Baumann och Helmut Baumann. Orchis sezikiana ingår i släktet nycklar, och familjen orkidéer. Inga underarter finns listade i Catalogue of Life.